# Großer Türkenkrieg
Wien – Kahlenberg – Párkány – Gran I – Waitzen (Vác) –  Ofen I – Gran II – Neuhäusel (Nové Zámky) – Eperies – Ofen II – Mohács (Harsány) – Belgrad I – Derbend – Pataczin – Nisch – Belgrad II – Szlankamen – Belgrad III – Peterwardein – Lippa (Lipova)  – Lugos (Lugoj) – Temesvár – Olasch (Bega) – Zenta
Der Große Türkenkrieg zwischen der Heiligen Liga europäischer Mächte und dem Osmanischen Reich, auch als Großer Türkenkrieg Leopolds I. oder Fünfter Österreichischer Türkenkrieg bezeichnet, dauerte von 1683 bis 1699. Unter seinem neuen Großwesir und Oberbefehlshaber Kara Mustafa versuchte das Osmanische Reich 1683 zum zweiten Mal (nach der Ersten Wiener Türkenbelagerung 1529), die Kaiserstadt Wien zu erobern und das Tor nach Zentraleuropa aufzustoßen. Das Scheitern dieser Belagerung führte zur kaiserlichen Gegenoffensive, in deren Verlauf die Osmanen aus dem Gebiet des Königreichs Ungarn vertrieben wurden und die Dreiteilung Ungarns zu Gunsten der Habsburger ein Ende fand.

## Vorgeschichte
1529 mussten die Osmanen vor Wien ihren ersten Versuch zur Einnahme der Stadt wegen schlechten Wetters und des daraus resultierenden fehlenden Nachschubs abbrechen. Im Türkenkrieg von 1663/1664 stießen die Osmanen erneut auf Wien vor, konnten aber am 1. August 1664 vom kaiserlichen Oberbefehlshaber Raimondo di Montecuccoli in der Schlacht bei Mogersdorf/St. Gotthard an der Raab aufgehalten werden. Neun Tage nach diesem Sieg wurde der Friede von Eisenburg (Vasvár) mit einer Gültigkeitsdauer von 20 Jahren unterzeichnet. Ein Jahr vor Ablauf setzte sich Großwesir Kara Mustafa mit einem 150.000 Mann starken Heer Richtung Wien in Marsch. Die Gelegenheit schien günstig, da die unter osmanischer Herrschaft operierenden Kuruzen unter Emmerich Thököly weite Gebiete des Königreichs Ungarn unter ihre Herrschaft gebracht hatten.

## Kriegsverlauf

### Der Entsatz von Wien 1683

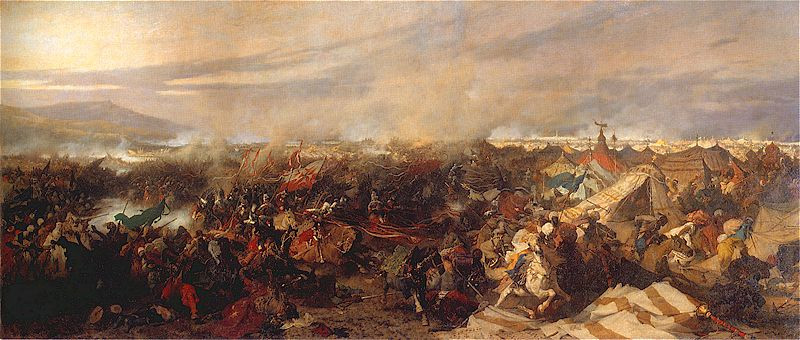
Die Schlacht am Kahlenberg

Als am 7. September 1683 sich ein vom Papst Innozenz XI. mitfinanziertes Entsatzheer des Heiligen Römischen Reiches unter Karl von Lothringen mit Truppen des polnischen Königs Jan Sobieski III. in Tulln an der Donau ungefähr 30 Kilometer vor Wien vereinigte, dauerte die Belagerung schon seit dem 15. Juli an. Unter der Führung des polnischen Königs überraschte man die osmanische Streitmacht und schlug sie fünf Tage später am 12. September 1683 in der Schlacht am Kahlenberg vernichtend. In dieser Schlacht erhielt jener junge Obrist-Leutnant Eugen von Savoyen, der diesen Türkenkrieg schließlich beenden sollte, seine Feuertaufe. Der türkische Chronist Mehmed, der Silâhdar, berichtete über den Anblick der Entsatzarmee:

„Die Giauren [Ungläubige, christliche Truppen] tauchten mit ihren Abteilungen auf den Hängen auf wie Gewitterwolken, starrend vor dunkelblauem Erz. Mit dem einen Flügel gegenüber den Walachen und Moldauern an das Donauufer angelehnt und mit dem anderen Flügel bis zu den äußersten Abteilungen der Tataren hinüberreichend, bedeckten sie Berg und Feld und formierten sich in sichelförmiger Schlachtordnung. Es war, als wälze sich eine Flut von schwarzem Pech bergab, die alles, was sich ihr entgegenstellt, erdrückt und verbrennt.“

### Beginn der Gegenoffensive
Durch die türkische Niederlage von 1683 sah Leopold I. nun endlich die Chance zum Gegenschlag. Unter Mithilfe von Papst Innozenz XI. wurde am 5. März 1684 die Allianz der Heiligen Liga gegen die Osmanen geschlossen. König Jan Sobieski von Polen, Kaiser Leopold I. und die Republik Venedig schlossen ein Bündnis, das sich ausschließlich gegen die Osmanen richten sollte.
Oberkommandierender war Karl von Lothringen. Als Hofkriegsratspräsident spielte Hermann von Baden eine wichtige Rolle. Ludwig Wilhelm von Baden („Türkenlouis“) und Max Emanuel von Bayern („Blauer Kurfürst“) waren bedeutende Befehlshaber. Neben kaiserlichen Truppen stellten auch einige armierte Reichsstände Einheiten, die zumeist vom Kaiserhof bezahlt wurden. Dazu gehörten neben Kurbayern auch Kurbrandenburg, Kursachsen und Kurhannover.

### Eroberung von Ofen

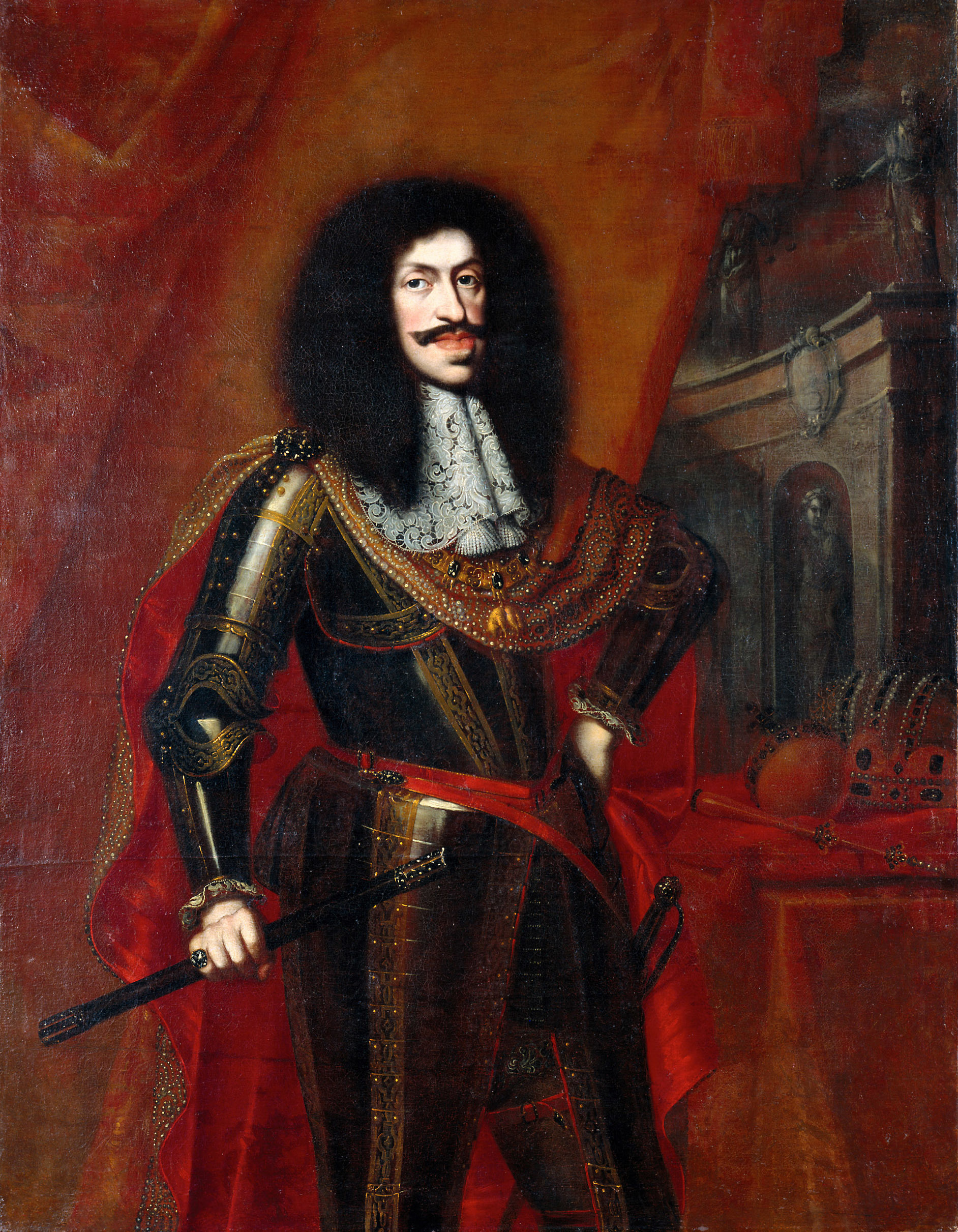
Kaiser Leopold I.

Das erste Ziel war die Eroberung von Ofen. Im Oktober 1684 musste die Belagerung aufgegeben werden, da die Moral schlecht war und ein türkisches Entsatzheer die kaiserlichen Belagerungstruppen bedrängte.
Zwei Jahre nach der erfolglosen Belagerung von Ofen wurde 1686 ein neuer Feldzug zur Einnahme der ungarischen Hauptstadt gestartet. Mitte Juni 1686 wurde mit der Belagerung begonnen. Ein türkisches Entsatzheer traf Mitte August vor Ofen ein, der Kommandant scheute sich aber anzugreifen. Am 2. September 1686 eroberten die kaiserlichen Truppen schließlich die Festung.

### Zweite Schlacht von Mohács
161 Jahre, nachdem das unabhängige Ungarn in der ersten Schlacht bei Mohács (1526) aufgehört hatte zu existieren, kam es am 12. August 1687 auf derselben Ebene erneut zur Schlacht um Ungarn. Die 50.000 Mann starke kaiserliche Streitmacht unter Karl von Lothringen traf auf ein ca. 60.000 Mann starkes, osmanisches Heer. Einem türkischen Großangriff wurde standgehalten, und der von Eugen von Savoyen geführte Gegenangriff brach durch sämtliche türkischen Linien bis zum Zelt des geflohenen Großwesirs durch. Während auf kaiserlicher Seite nicht mehr als 600 Mann an Verlusten zu beklagen gewesen sein sollen, mussten die Türken bis zu 10.000 Tote hinnehmen. Die Folgen dieses bedeutenden Sieges waren weitreichend: Karl von Lothringen konnte Esseg und Slawonien befreien, während Siebenbürgen wieder Ungarn angegliedert wurde. Unter dem Eindruck dieser Ereignisse sprach der ungarische Reichstag den Habsburgern das Erbrecht auf die Stephanskrone zu, und der erst neunjährige Sohn Kaiser Leopolds, Joseph, wurde König von Ungarn. Prinz Eugen, der den Gegenstoß bei Mohács persönlich geführt hatte, wurde dafür reichlich belohnt: Im Januar 1688 erfolgte die Ernennung zum Feldmarschallleutnant und er wurde in den Orden vom Goldenen Vlies aufgenommen.

### Eroberung Belgrads
Nach der erfolgreichen Zweiten Schlacht bei Mohács 1687 hieß das Ziel im darauf folgenden Jahr Belgrad – die Stadt zwischen Donau und Save, die seit 1521 in osmanischem Besitz war. Unter dem Kommando von Max Emanuel, dem Kurfürsten von Bayern, begann die Belagerung Anfang August 1688. Nur einen Monat später, am 6. September 1688, wurde die Stadt unter enormen Verlusten auf beiden Seiten eingenommen. Die kaiserlichen Truppen eroberten Niš am 24. September 1689, Widin am 14. Oktober 1689 und rückten bis Bankja (jetzt eine Vorstadt Sofias), Kjustendil und Pernik im Osten und Skopje und Priština im Süden vor (befreit im Oktober 1689). Die Bevölkerung „stieg aus den Gebirgen ein und hieß die Deutschen als Befreier von ihrer sklavischen Lage willkommen.“

### Französischer Angriff im Westen und osmanische Gegenoffensive
Bereits 20 Tage nach der Einnahme Belgrads marschierten Truppen König Ludwigs XIV. in das Rheinland ein und eröffneten den Pfälzischen Erbfolgekrieg. Das Reich befand sich nun in einem Zweifrontenkrieg. Trotz dieser ungünstigen strategischen Entwicklung entschloss man sich am Kaiserhof im Juni 1689, die Waffenstillstandsverhandlungen mit der Hohen Pforte einzustellen und gleichzeitig den größten Teil des kaiserlichen Heeres nach Westen zu verlagern.
Durch diese Ereignisse konnten die Osmanen im Jahre 1690 Belgrad zurückerobern. Ludwig Wilhelm von Baden konnte 1691 in der Schlacht bei Slankamen mit unterlegenen Kräften einen vorerst letzten Erfolg erreichen. Er, wie andere bedeutende Heerführer, wurde nunmehr im Westen benötigt. Der neue Oberbefehlshaber August der Starke konnte ihn nicht ersetzen. Immerhin gelang es bei allen Rückschlägen, die Lage zu stabilisieren und Kaiser und Reich konnten sich sowohl im Westen wie im Südosten behaupten.
Die Kaiserlichen waren mit Serben und anderen Christen vom Balkan verbündet. Als die osmanische Gegenoffensive in Gang kam, flohen etwa 60.000 Menschen vom Balkan in die habsburgischen Gebiete in Ungarn. Dort wurden sie mit bestimmten Privilegien zur Verteidigung der Militärgrenze nach Süden angesiedelt. In ihre alten Siedlungsgebiete, etwa auf dem Amselfeld, wanderten muslimische Albaner ein. Diese Wanderungswelle war eine Ursache für die Konflikte in der Region bis ins 21. Jahrhundert hinein.

### Die Schlacht bei Zenta

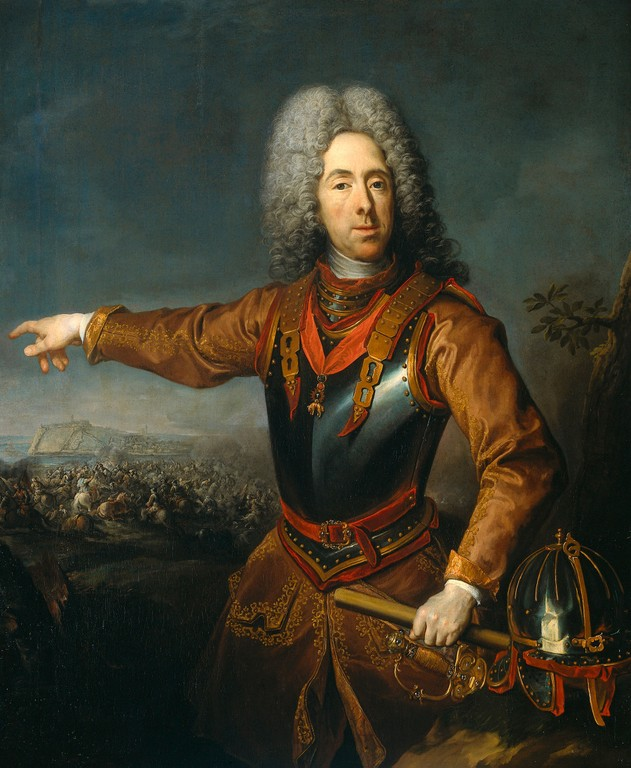
Prinz Eugen von Savoyen

Nachdem 1697 der Pfälzische Erbfolgekrieg beendet worden war, kehrte Prinz Eugen, in der Zwischenzeit zum Feldmarschall befördert (1693), auf den osmanischen Kriegsschauplatz als Oberbefehlshaber der Armee in Ungarn zurück. Er sammelte die Truppen aus Oberungarn und Siebenbürgen bei Peterwardein, um den osmanischen Vorstoß aufzuhalten. Nach der Vereinigung mit den Truppen umfasste die kaiserliche Armee zwischen 50.000 und 55.000 Mann. Den ganzen August hindurch spielten sich jedoch nur taktische Manöver zwischen den Streitmächten im Großraum Peterwardein ab. Anfang September brachen die Osmanen die taktischen Geplänkel ab und zogen der Theiß entlang nach Norden, um sich der Festung Szegedin zu bemächtigen. Der kaiserliche Feldmarschall folgte nun, fast auf gleicher Höhe, der osmanischen Streitmacht. Der Sultan gab den Plan zur Erstürmung Szegedins deswegen auf; er beabsichtigte nun, die Theiß bei Zenta zu überqueren und sich nach Temesvár ins Winterlager zurückzuziehen. Als Prinz Eugen die Absicht des Feindes erkannte, entschloss er sich sofort zum Angriff, überraschte die Osmanen am 11. September 1697 während der Flussüberquerung und fügte ihnen eine vernichtende Niederlage zu.
Es war ein vollständiger und umfassender Sieg, und von nun an war der Name Prinz Eugen in ganz Europa zu einem Begriff geworden. Der nach Temesvár fliehende Sultan verlor an die 25.000 Mann, wohingegen die Verluste der Truppen des Kaisers 28 Offiziere und 401 Mann an Toten betrugen. Eine schlimmere Niederlage hatte das Osmanische Reich auf dem europäischen Kontinent noch nicht erlebt.

### Der Überfall auf Sarajevo
Der Sieg bei Zenta wurde von den Kaiserlichen nicht entscheidend strategisch genutzt, denn für eine Belagerung der Festung Temesvár war das Jahr schon zu weit fortgeschritten. Bevor man ins Winterlager zog, sollte den bereits angeschlagenen Türken noch ein weiterer Schlag versetzt werden. Prinz Eugen beschloss, mit einem Teil seiner Armee einen Überfall auf Bosnien durchzuführen. Sein Ziel war Sarajevo. Der Einfall begann am 13. Oktober 1697 von Esseg aus (heute: Osijek, Kroatien). Bereits zehn Tage später wurde, trotz der unwegsamen Route mitten durch bosnisches Bergland, das 250 km entfernte Sarajevo erreicht. Kaiserliche Parlamentäre, die die Übergabeaufforderung Eugens überbringen sollten, wurden beschossen, noch ehe sie die Stadt erreichten, und so wurde der Befehl zum Angriff auf die unbefestigte Stadt erteilt. Am nächsten Tag notierte Eugen in sein Kriegstagebuch:

„Man hat die Stadt völlig niedergebrannt und auch die ganze Umgebung. Unsere Trupps, die den Feind verfolgten, haben Beute eingebracht, und auch Frauen und Kinder […].“

### Beteiligung Russlands
Nach Unterzeichnung des „Ewigen Friedens“ mit Polen am 6. Mai 1686 trat das Moskauer Reich der Heiligen Liga bei und begann im folgenden Jahr mit den Krimfeldzügen gegen das Krimkhanat, einen türkischen Verbündeten. 1695 folgten die Asowfeldzüge mit der Eroberung der Festung Asow im Jahre 1696. Diese Feldzüge Russlands werden manchmal auch unter der Bezeichnung Russisch-Türkischer Krieg (1686–1700) zusammengefasst.

## Friede zu Karlowitz
Das Kriegsjahr 1698 verlief ohne größere Gefechte, da es in der kaiserlichen Kriegskasse wieder an Geld mangelte: Im Sommer 1698 blieb der Sold für die Armee aus, weswegen zwei Dragonerregimenter meuterten und ihre Offiziere als Geiseln nahmen. Prinz Eugen zeigte keinen Pardon für die Meuterer: 12 wurden erschossen, 20 gehängt und die Übrigen mussten spießrutenlaufen. (Über die genauen Opferzahlen bei den „Spießrutenläufern“ ist nichts bekannt).
Aufgrund der Meuterei, der schlechten Finanzlage, und weil sowohl der Kaiser als auch die Hohe Pforte den Frieden suchten, kam es unter der Vermittlung Englands zu den Friedensgesprächen bei Karlowitz. Karlowitz lag zwischen der von kaiserlichen Truppen gehaltenen Festung Peterwardein und der osmanischen Festung Belgrad. Auf einer Anhöhe bei Karlowitz wurde ein hölzerner Rundbau mit vier verschiedenen Eingängen errichtet. Damit sollte sichergestellt sein, dass alle vier Delegationen gleichzeitig an den Verhandlungstisch treten konnten. Am 26. Jänner 1699 kam es schließlich zwischen dem Kaiser, Polen und Venedig einerseits sowie dem Osmanischen Reich andererseits zum Friedensschluss: Siebenbürgen wurde mit Ungarn wiedervereint, Ungarn wurde Österreich bzw. den Habsburgern zuerkannt. Venedig erhielt die Peloponnes. Bis auf das Banat waren nun alle osmanischen Eroberungen des 16. Jahrhunderts wieder verloren, und das Haus Österreich wurde eine europäische Großmacht. Russland schloss einen Waffenstillstand auf zwei Jahre.

## Folgen
Die Leiden der Bevölkerung waren schwer und das Verhalten gegenüber den gegnerischen Soldaten hart. Vielfach wurde kein Pardon gegeben. Der informelle Verhaltenskodex bei der Kriegführung zwischen europäischen Mächten wurde regelmäßig auch von habsburgischer Seite verletzt. Es wurde den Kaiserlichen sogar vorgeworfen, dass die Vernichtung ganzer osmanischer Heere etwa bei Slankamen oder Zenta über das militärisch Sinnvolle hinausging.
Im Frieden von Karlowitz musste sich das Osmanische Reich erstmals von einer christlichen Macht Friedensbedingungen diktieren lassen, die weitreichende Folgen für die ganze Region hatten: Die Dreiteilung Ungarns, eine direkte Folge der ersten Schlacht von Mohács 1526, war nun zugunsten der Habsburger beendet. Lediglich das Banat von Temesvár blieb als letztes Stück des alten Königreichs Ungarn noch osmanisches Gebiet, musste aber nach einem weiteren Türkenkrieg (1. Türkenkrieg Karls VI. 1716–1718) ebenfalls an das Habsburgerreich abgetreten werden.

## Museale Rezeption
In der Dauerausstellung des Wiener Heeresgeschichtlichen Museums nimmt der Große Türkenkrieg einen breiten Raum ein. Zahlreiche Objekte sind der Öffentlichkeit zugänglich, darunter mehrere Rossschweife und die Reflexbögen der berüchtigten Sipahi. Besondere Stücke sind auch ein türkisches Kettenhemd aus dem Besitz des bei Mogersdorf siegreichen kaiserlichen Feldherren Raimondo Montecuccoli, eine silberne türkische Kalenderuhr, eine 1683 vor Wien erbeutete türkische Standarte sowie das Siegel des türkischen Sultans Mustafa II., welches Prinz Eugen von Savoyen in der Schlacht bei Zenta 1697 erbeutet hatte.